# هوكر سايدلي بيه.139بي
هوكر سايدلي بيه.139بي (بالإنجليزية: Hawker Siddeley P.139B)‏ هي طائرة إنذار مبكر وتحكم أنتجت في المملكة المتحدة. من صناعة هوكر سايدلي.